# Tvoje i moje godine
«Tvoje i moje godine» — музичний альбом гурту Novi fosili. Виданий 1985 року лейблом Jugoton. Загальна тривалість композицій становить 35:58. Альбом відносять до напрямку поп.

## Список пісень
Сторона A
1. «Sve dok si uz mene, ne boj se» — 3:05
2. «Tu tu tu (tu me poljubi)» — 2:47
3. «Još te volim» — 3:22
4. «Mario» — 3:15
5. «Paloma» — 3:14
6. «Aj, aj» — 2:44

Сторона B
1. «Idi nekud zlato moje» — 3:59
2. «Petre, divlji vjetre» — 2:38
3. «Ako se rastanemo» — 3:38
4. «Bilo gdje da si» — 3:19
5. «Tvoje i moje godine» — 3:57